# Chafariz da Ribeira da Areia (Lajes)
O Chafariz da Ribeira da Areia (Lajes) é um chafariz português localizado na freguesia das Lajes do Município da Praia da Vitória, ilha Terceira, Açores e faz parte do Inventário do Património Histórico e Religioso para o Plano Director Municipal da Praia da Vitória, e remonta ao Século XIX.
Este chafariz é composto pelo chafariz, um bebedouro para animais e um recinto murado com duas pias de lavar roupa e tanque de distribuição de águas ao centro.
É um chafariz baixo e parcialmente embutido na parede do edifício anexo. Formado por uma parede de forma rectangular com uma cornija no topo. Ao eixo existe uma pedra saliente, de secção octogonal, onde se encontra a bica de água corrente. Na parte superior encontra-se uma cartela onde se lê: "O.P. / 1841". (Obras Públicas, 1841).
Este chafariz tem um tanque encostado na parte anterior que se alonga pelo lado esquerdo dando forma a um bebedouro para animais do qual se encontra separado por uma laje em posição vertical. Esta laje tem uma abertura de comunicação entre o tanque do chafariz e o bebedouro.
O bebedouro encontra-se encostado a um muro erigido na continuidade do chafariz mas mais baixo que este.
O chafariz foi edificado em alvenaria de pedra rebocada e caiada de cor branca, com a excepção do soco, dos cunhais algo apilastrados, da cornija e da faixa debaixo cornija que são em cantaria à vista e de cor escura. 
A parede atrás do bebedouro foi construída em alvenaria com pedra rebocada e pintada, tendo um remate superior em cantaria.
O tanque do chafariz e o bebedouro foram edificados com lajes de pedra aparelhada de grande dimensão.
O recinto que era destinando à lavagem de roupa encontra-se à esquerda do chafariz e do bebedouro, ligeiramente afastado destes. Tem uma planta de forma quadrangular, algo irregular, com dois ângulos boleados, sendo definida por um muro construído em alvenaria de pedra rebocada e pintada a cal parcialmente rematado com cantaria. Tem uma banqueta no interior. Os lavadouros e o tanque de distribuição de águas são em pedra de cantaria aparelhada.